# Weidenberg
Weidenberg är en kommun och ort i Landkreis Bayreuth i Regierungsbezirk Oberfranken i förbundslandet Bayern i Tyskland.
Köpingen ingår i kommunalförbundet Weidenberg tillsammans med kommunerna Emtmannsberg, Kirchenpingarten och Seybothenreuth.